# 만수리 산성
만수리 산성(萬樹里 山城)은 충청남도 공주시 이인면 만수리에 있는 시대 미상의 산성이다.